# Pine Valley (Californie)
Pour les articles homonymes, voir Pine Valley.
Pine Valley est une census-designated place du comté de San Diego, dans l'État de Californie, aux États-Unis,. En 2020, elle compte une population de 1 645 habitants.